# John Norman Collie

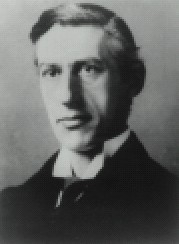
John Norman Collie

John Norman Collie (* 10. September 1859 in Alderley Edge; † 1. November 1942) war ein britischer Chemiker, Bergsteiger und Entdecker. Er nahm am ersten Besteigungsversuch des Nanga Parbat teil und bestieg erstmals und benannte zahlreiche Berge in den kanadischen Rocky Mountains.

## Leben
Collie wurde 1859 in Alderley Edge in der englischen Grafschaft Cheshire als zweiter von vier Söhnen geboren. 1870 zog seine Familie nach Clifton bei Bristol und er ging zunächst in Windlesham in der Grafschaft Surrey zur Schule, dann ab 1873 auf die traditionsreiche und elitäre Charterhouse School. Seine Familie hatte ihr Vermögen durch den Handel mit Baumwolle gemacht, wurde aber 1875 finanziell ruiniert, nachdem als Folge des Sezessionskriegs ihre Lager in Amerika abgebrannt waren. Collie musste die Charterhouse School verlassen und wechselte zum Clifton College in Bristol, wo er zur Einsicht gelangte, dass er für die Klassische Altertumswissenschaft gänzlich ungeeignet war. Daraufhin besuchte er das University College in Bristol und entwickelte ein Interesse an der Chemie.

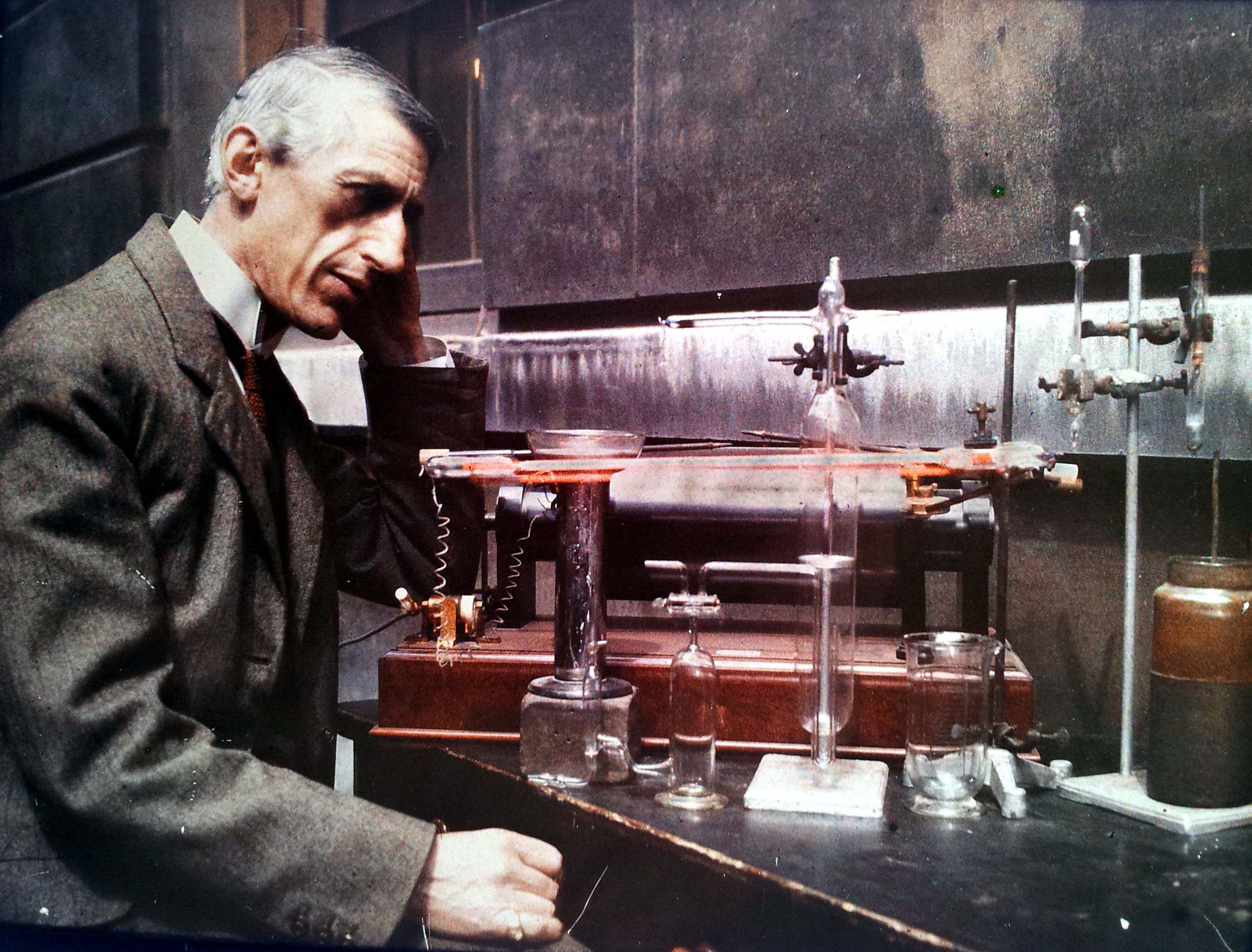
Collie am University College London

1884 erlangte Collie einen Doktorgrad der Chemie unter Johannes Wislicenus in Würzburg (Über die Einwirkung des Ammoniaks auf Acetessigester). Nach England zurückgekehrt unterrichtete er zunächst drei Jahre am Cheltenham Ladies College und wurde dann Assistent von William Ramsay am University College London (UCL). Seine frühe Arbeit war das Studium von Phosphonium und Phosphinderivaten und verwandten Ammoniumverbindungen. Später lieferte er Beträge zum Verständnis der Dehydracetsäure und beschrieb eine Anzahl von „Kondensationen“, durch die sie in Pyridin, Orcin und Naphthalinderivate umgewandelt wird.
Collie war von 1896 bis 1913 Professor für organische Chemie am UCL und von 1913 bis 1928 Leiter der Fakultät für Chemie. Er betrieb Forschungen, die zur ersten Röntgenaufnahme zur Diagnose von Erkrankungen führten. Der Chemiker Ronald Bentley berichtet, dass Collie „mit Ramsay an Inertgasen forschte, die erste Neonlampe konstruierte, eine dynamische Struktur für Benzol vorschlug und das erste Oxoniumsalz entdeckte.“
Im Juni 1896 wurde er zum Mitglied der Royal Society gewählt.
Es wird vermutet, dass Collie Arthur Conan Doyle als Vorbild für die Romanfigur Sherlock Holmes diente, dem er in seiner Persönlichkeit und äußeren Erscheinungsweise ähnelte. Bereits zu Collies Lebzeiten wurde er manchmal für Sherlock Holmes gehalten.

## Bergsteigen

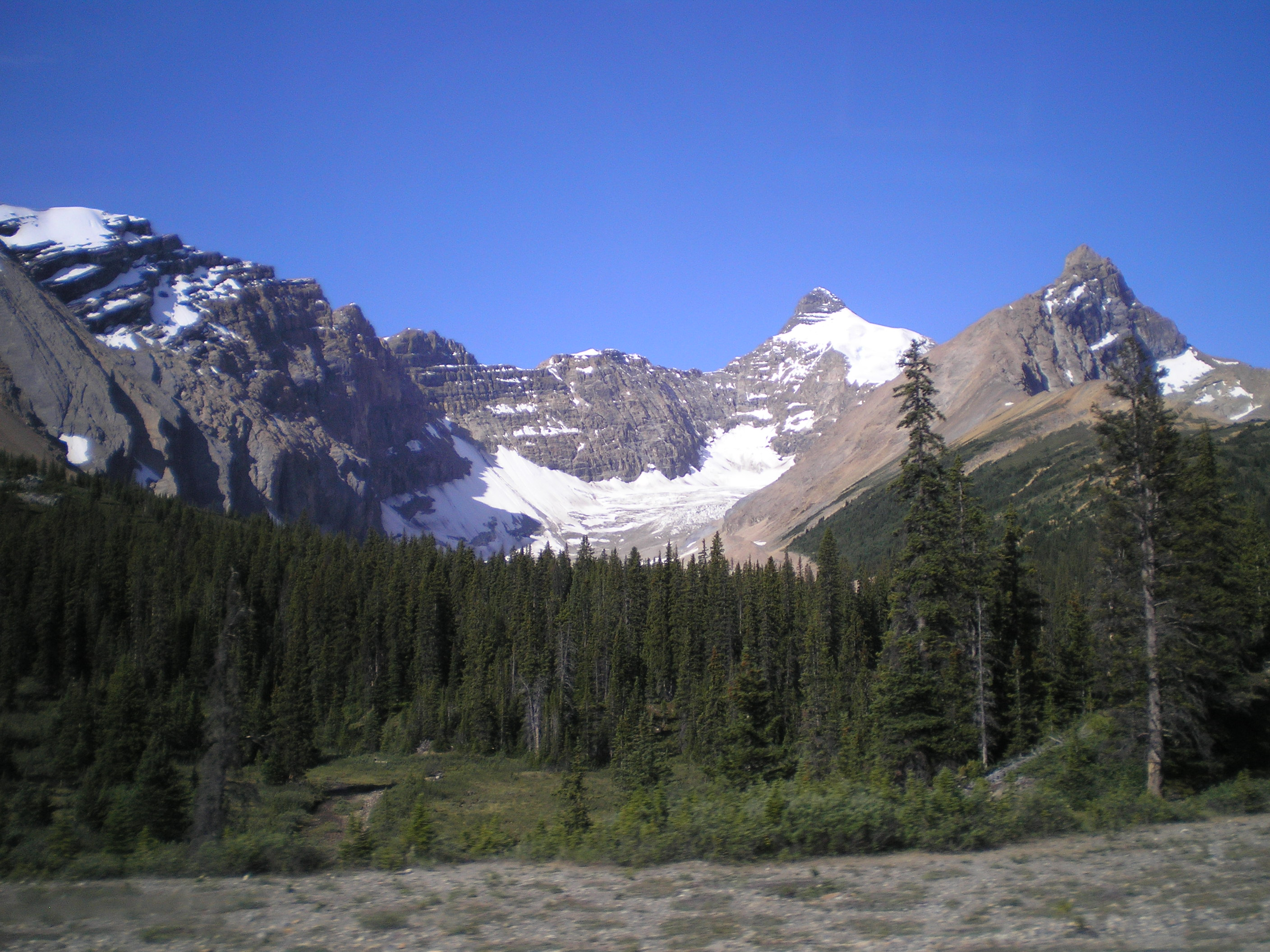
Der Mount Athabasca ist einer der von Collie erstmals bestiegenen und benannten Berge in den kanadischen Rocky Mountains.

Collie verbrachte seine berufliche Laufbahn als Wissenschaftler, aber seine Nebenbeschäftigung war das Bergsteigen. Unter Bergsteigern ist er bekannt für seine Erstbesteigungen in den Cuillin Hills auf der schottischen Insel Skye, aber er bestieg auch Berge im englischen Lake District und in den Alpen mit William Cecil Slingsby und Albert Mummery.
1895 gingen Collie, Mummery und der Bergsteiger Geoffrey Hastings in den Himalaya, um die weltweit erste Besteigung des 8000 Meter hohen Nanga Parbat zu versuchen. Sie waren ihrer Zeit um Jahre voraus und der Berg forderte die ersten seiner zahlreichen Opfer: Mummery und zwei Gurkhas, Ragobir und Goman Singh, wurden durch eine Lawine getötet, ihre Leichen nie gefunden. Collie erzählt die Geschichte dieser katastrophalen Expedition in seinem Buch From the Himalaya to Skye.
Nachdem er in den Alpen, im Kaukasus und im Himalaya Erfahrungen im Bergsteigen gesammelt hatte, wurde er 1897 auf Einladung des US-amerikanischen Bergsteigers Charles Fay Mitglied im Appalachian Mountain Club und verbrachte den Sommer in den kanadischen Rocky Mountains. Von 1898 bis 1911 war Collie fünf weitere Male in den kanadischen Rockies, führte 21 Erstbesteigungen durch und benannte mehr als 30 Gipfel. Sein besonderes Interesse galt der Suche nach den legendären Bergen Hooker und Brown, die angeblich an einer vergessenen Pelzhandelsroute durch die Rockies liegen und eine Höhe von etwa 5000 Metern haben sollten. 1903 veröffentlichte Collie zusammen mit Hugh Stutfield das Standardwerk zur Region Climbs and Explorations in the Canadian Rockies.

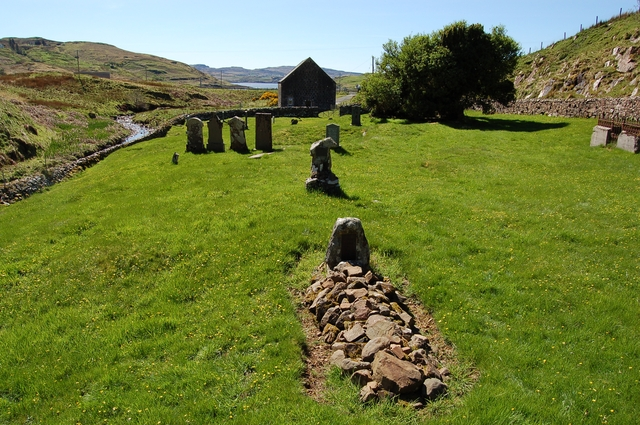
Collies Grab auf der Insel Skye

Collie starb 1942 an einer Lungenentzündung, nachdem er bei einem Angelausflug in das Loch Storr auf der Insel Skye gefallen war. Er ist auf einem alten Friedhof in Struan auf Skye beigesetzt.

## Ehrungen und Mitgliedschaften
- Mitglied der Royal Society (1896)[6]
- Mitglied der Royal Geographical Society (1897)
- Präsident des britischen Alpine Club (1920–1922)
- Mitglied des britischen Mount Everest Committee (1921)
- Der Mount Collie im Yoho-Nationalpark und der Sgurr Thormaid (Norman's Peak) auf der Insel Skye wurden nach Norman Collie benannt.

## Werke
- Exploration in the Canadian Rockies: a search for Mount Hooker and Mount Brown. Royal Geographical Society, 1899.
- Climbing On The Himalaya And Other Mountain Ranges. 1902.
- From the Himalaya to Skye. 1902.
- Climbs and exploration in the Canadian Rockies. 1903 (Mitautor ist Hugh Stutfield).